# Moscou (Hardenberg)
Moscou is de naam van een recreatieterrein bij Bergentheim in de gemeente Hardenberg, in de Nederlandse provincie Overijssel. Het bestaat uit een sportveldencomplex van VV Bergentheim (Sportpark Moscou) en een terrein met recreatiebungalows. 
In de twintigste eeuw werd hier zand afgegraven waardoor een vijver is ontstaan. Deze wordt nu gebruikt door recreanten om te vissen en te zwemmen. Het park Moscou is in de jaren 60 opgezet als een complex van particuliere vakantiewoningen. Een groot deel van het park wordt gebruikt voor permanente bewoning. De gemeente Hardenberg beschouwt permanente bewoning als in strijd met het bestemmingsplan en is niet van plan voor het park de bestemming te wijzigen. Alleen voor degenen die voor 1 november 2003 in het park woonden geldt een overgangsregeling.